# El Astillero
El Astillero és un municipi situat en la Comunitat autònoma de Cantàbria. La seva situació està determinada geogràficament per les ries que l'envolten: la ria de Solia, la de Boo i la d'Astillero (Badia de Santander), i està situat entre els termes municipals de Camargo, Villaescusa, Piélagos, Medio Cudeyo i Marina de Cudeyo. Situat al peu de Peña Cabarga, es troba a 7,5 km de la capital de la comunitat, Santander, i està a 20 m d'altitud sobre el nivell del mar.

## Localitats
- El Astillero (Capital).
- Guarnizo.
- Boo.

## Administració
| 1900  | 1910  | 1920  | 1930  | 1940  | 1950  | 1960  | 1970  | 1980   | 1990   | 2000   | 2005   |
| ----- | ----- | ----- | ----- | ----- | ----- | ----- | ----- | ------ | ------ | ------ | ------ |
| 3.582 | 5.782 | 5.058 | 5.415 | 5.345 | 5.430 | 6.759 | 9.142 | 11.524 | 12.517 | 13.348 | 15.635 |

Font: INE
| Eleccions municipals, 25 de maig de 2003 |      |        |          |
| Partit                                   | Vots | %      | Regidors |
| PP                                       | 4845 | 51,97% | 10       |
| PSOE                                     | 2814 | 30,18% | 5        |
| PRC                                      | 550  | 5,90%  | 1        |
| IU                                       | 510  | 5,47%  | 1        |

| Eleccions municipals, 27 de maig de 2007 |      |        |          |
| Partit                                   | Vots | %      | Regidors |
| PP                                       | 5144 | 52,98% | 10       |
| PSOE                                     | 2943 | 30,31% | 5        |
| PRC                                      | 929  | 9,57%  | 1        |
| IU                                       | 493  | 5,08%  | 1        |